# Метафоры, которыми мы живём
«Метафоры, которыми мы живем» (англ. Metaphors We Live By) — книга Джорджа Лакоффа и Марка Джонсона, опубликованная в 1980 году. В книге утверждается, что метафора — это инструмент, который позволяет людям использовать знания о своем непосредственном физическом, социальном опыте для понимания более абстрактных вещей: времени и чувств.

## Концепции
В книге была рассмотрена концептуальная метафора и представлено изучение лежащих в её основе процессов. Некоторые исследователи, такие как Джерард Стин, работали над разработкой эмпирических исследовательских инструментов для исследования метафор, включая процедуру идентификации метафор. Раймонд В. Гиббс-младший исследовал концептуальные метафоры в психологии и их воплощение с помощью ряда психологических экспериментов. 
В книге Джорджа Лакоффа и Марка Джонсона показано, как повседневный язык наполнен метафорами, которые мы не всегда замечаем. Пример часто используемых концептуальных метафор: «теплый» прием ассоциируется с доброжелательным отношением, а «холодный» — с равнодушием.

## Применение
С момента публикации люди использовали идеи, предложенные Лакоффом и Джонсоном, для комментариев на темы от пандемии COVID-19 в США до теорий заговора.